# Liste der Baudenkmale in Kieve
In der Liste der Baudenkmale in Kieve sind alle denkmalgeschützten Bauten der Gemeinde Kieve (Mecklenburg-Vorpommern) und ihrer Ortsteile aufgelistet. Grundlage ist die Veröffentlichung der Denkmalliste des Landkreises Mecklenburgische Seenplatte (Auszug) vom 20. Januar 2017.

## Baudenkmale nach Ortsteilen

### Kieve
| ID   | Lage                | Bezeichnung                       | Beschreibung | Bild                     |
| ---- | ------------------- | --------------------------------- | ------------ | ------------------------ |
| 256  | Dorfstraße 12/13    | Wohnhaus                          |              |                          |
| 257  | Dorfstraße 21       | Wohnhaus                          |              |                          |
| 258  | Dorfstraße 46/47    | Doppelwohnhaus                    |              |                          |
| 259  | Dorfstraße 53/54    | Wohnhaus                          |              |                          |
| 260  | Dorfstraße 65/66    | Pfarrhaus                         |              |                          |
| 261  | Dorfstraße 68/69    | ehem. Schule                      |              |                          |
| 262  | Dorfstraße 70       | Gaststätte mit                    |              |                          |
| 262  | Dorfstraße 70       | rückwärtigem Anbau                |              |                          |
| 263  | Dorfstraße - Kirche | Kirchhofsmauer mit                |              |                          |
| 263  | Dorfstraße - Kirche | Torpfeilern auf der Westseite und |              |                          |
| 263  | Dorfstraße - Kirche | Kriegerdenkmal 1914/1918          |              | Kriegerdenkmal 1914/1918 |
| 264  | Hinterstraße 3/4    | Wohnhaus                          |              |                          |
| 265  | Hinterstraße 5/6    | Wohnhaus                          |              |                          |
| 266  | Hinterstraße 9/10   | Wohnhaus mit                      |              |                          |
| 266  | Hinterstraße 9/10   | rückwärtigem Wirtschaftsgebäude   |              |                          |
| 267  | Dorfstraße (Karte)  | Kirche                            |              | Weitere Bilder           |
| 1162 | Hinterstraße        | Kopfsteinpflaster                 |              |                          |

## Quelle
- Karte der Baudenkmale im Geoportal des Landkreises